# اوروش ننادوویچ
اوروش ننادوویچ (صربی: Uroš Nenadović؛ زادهٔ ۲۸ ژانویهٔ ۱۹۹۴ در بلگراد) بازیکن فوتبال در پست مهاجم اهل صربستان است که هم‌اکنون در ترکیب باشگاه فوتبال آرارات ایروان در لیگ برتر فوتبال ارمنستان بازی می‌کند.
از باشگاه‌هایی که در آن بازی کرده‌است می‌توان به باشگاه فوتبال وویوودینا، باشگاه فوتبال آلاشکرت، باشگاه فوتبال شیراک و باشگاه فوتبال آرارات ایروان اشاره کرد.

## آمارهای حرفه ای

### باشگاهی
تا تاریخ match played ۴ ژوئیه ۲۰۱۷
| باشگاه                  | فصل                              | لیگ                      | لیگ    | لیگ   | جام حذفی | جام حذفی | قاره ای | قاره ای | Other  | Other | مجموعاً | مجموعاً |
| باشگاه                  | فصل                              | دسته                     | حضورها | گل ها | حضورها   | گل ها    | حضورها  | گل ها   | حضورها | گل ها | حضورها | گل‌ها   |
| ----------------------- | -------------------------------- | ------------------------ | ------ | ----- | -------- | -------- | ------- | ------- | ------ | ----- | ------ | ------ |
| باشگاه فوتبال بئوگراد   | ۲۰۱۱–۱۲                          | سوپر لیگ فوتبال صربستان  | 1      | 0     | 0        | 0        | —       | —       | —      | —     | ۱      | ۰      |
| باشگاه فوتبال بئوگراد   | ۲۰۱۲–۱۳                          | سوپر لیگ فوتبال صربستان  | 0      | 0     | 0        | 0        | —       | —       | —      | —     | ۰      | ۰      |
| باشگاه فوتبال بئوگراد   | مجموعاً                           | مجموعاً                   | ۱      | ۰     | ۰        | ۰        | —       | —       | —      | —     | ۱      | ۰      |
| Novi Sad (قرضی)         | ۲۰۱۲–۱۳                          | Serbian First League     | 1      | 0     | 0        | 0        | —       | —       | —      | —     | ۱      | ۰      |
| Novi Pazar              | ۲۰۱۳–۱۴                          | سوپر لیگ فوتبال صربستان  | 7      | 0     | 0        | 0        | —       | —       | —      | —     | ۷      | ۰      |
| باشگاه فوتبال وویوودینا | ۲۰۱۳–۱۴                          | سوپر لیگ فوتبال صربستان  | 0      | 0     | 0        | 0        | —       | —       | —      | —     | ۰      | ۰      |
| باشگاه فوتبال راد       | ۲۰۱۴–۱۵                          | سوپر لیگ فوتبال صربستان  | 13     | 1     | 0        | 0        | —       | —       | —      | —     | ۱۳     | ۱      |
| باشگاه فوتبال راد       | ۲۰۱۵–۱۶                          | سوپر لیگ فوتبال صربستان  | 25     | 2     | 2        | 0        | —       | —       | —      | —     | ۲۷     | ۲      |
| باشگاه فوتبال راد       | مجموعاً                           | مجموعاً                   | ۳۸     | ۳     | ۲        | ۰        | —       | —       | —      | —     | ۴۰     | ۳      |
| Radnik Surdulica (قرضی) | ۲۰۱۶–۱۷                          | سوپر لیگ فوتبال صربستان  | 7      | 0     | 0        | 0        | —       | —       | —      | —     | ۷      | ۰      |
| باشگاه فوتبال آلاشکرت   | لیگ برتر فوتبال ارمنستان ۱۷–۲۰۱۶ | لیگ برتر فوتبال ارمنستان | 11     | 4     | 0        | 0        | —       | —       | —      | —     | ۱۱     | ۴      |
| باشگاه فوتبال آلاشکرت   | لیگ برتر فوتبال ارمنستان ۱۸–۲۰۱۷ | لیگ برتر فوتبال ارمنستان | ۲۹     | ۸     | ۴        | ۰        | ۴       | ۳       | ۱      | ۰     | ۳۸     | ۱۱     |
| باشگاه فوتبال آلاشکرت   | لیگ برتر فوتبال ارمنستان ۱۹–۲۰۱۸ | لیگ برتر فوتبال ارمنستان | 28     | 6     | 5        | 0        | 10      | 1       | —      | —     | ۴۳     | ۷      |
| باشگاه فوتبال آلاشکرت   | مجموعاً                           | مجموعاً                   | ۶۸     | ۱۸    | ۹        | ۰        | ۱۴      | ۴       | ۱      | ۰     | ۹۲     | ۲۲     |
| Career total            | Career total                     | Career total             | ۱۲۱    | ۲۱    | ۱۲       | ۰        | ۱۴      | ۴       | ۱      | ۰     | ۱۴۸    | ۲۵     |